# Qualla
Qualla (eller Qualla Forvaltningsområdet) er et område i den vestlige del af delstaten North Carolina i USA lige syd for Great Smoky Mountains National Park. Området er hjemsted for Eastern Band of Cherokee Indians. Selv om området ofte omtales som Cherokee Reservatet, er der ikke tale om et traditionelt indianerreservat, som ejes af USA's regering og stilles til rådighed for en gruppe af oprindelige amerikanere. Qualla ejes af stammen, men forvaltes på dennes vegne af United States Bureau of Indian Affairs. Området, der dækker knap 214 km², er den sidste rest at det område på 350.000 km², som cherokeserstammen beherskede da de hvide kom til Amerika. Stammen måtte tilbagekøbe området, efter at dette var blevet overtaget af USA’s regering efter flytningen af cherokeserne til indianerterritoriet i slutningen af 1830'erne.

## Geografi, befolkning og regering
Qualla ligger i den østlige del af Swain County og den nordlige del af Jackson County. En lille del af reservatet strækker sig også ind i Haywood County. Desuden ligger der nogle mindre, separate områder i Cherokee County og Graham County. Disse områder er ikke forbundet til hovedområdet. 
Hovedbyen i området er Cherokee og Oconaluftee River løber gennem dette. Af de ca. 14.000 medlemmer af Eastern Band of Cherokee Indians, der findes i dag, bor godt 7.500 inden i forvaltningsområdet, og ca. 1.500 mennesker af ikke-indiansk oprindelse bor ligeledes inden for Quallas grænser. Kun medlemmer af stammen kan eje jord inden for området, og de kan kun sælge dette til andre stammemedlemmer.
Qualla (og Eastern Band of Cherokee Indians) styres af et stammeråd på 12 medlemmer under forsæde af en formand, i øjeblikket Richard French. Stammen ledes af en høvding og en vicehøvding, der begge vælges for fire år ad gangen. Den nuværende høvding er Richard Sneed og vicehøvding er Alan Ensley. Begge tiltrådte i 2017 (efter en rigsretssag mod den tidligere høvding), og de blev genvalgt i 2019. I området gælder dels stammens egne love, som håndhæves af stammepolitiet, samt føderale love, der håndhæves af FBI. North Carolinas statslige lovgivning gælder ikke i området, og heller ikke statspolitiet har jurisdiktion her.

## Historie
To af cherokeserstammens såkaldte ”upper towns”, altså nogle af stammens oprindelige beboelser, Nununyi og Tsiskwa lå inden for reservatets område. Vest for det nuværende reservat lå Kituwah, der bliver betragtet som cherokeserstammens oprindelige hovedstad. Kituhwa har ifølge de arkæologiske spor været beboet i mere end 10.000 år. Nununyi (”Kartoffelstedet”) var beboet i hvert fald fra omkring 1730 til den blev ødelagt af oberst William Moore i 1776. Også den anden landsby, Tsiskwa (Fuglestedet), blev ødelagt af North Carolinas milits under den amerikanske frihedskrig. Tidligere var denne by kendt som Egwalnuti, der betyder ”Ved siden af floden”. Oprindeligt var der gravhøje ved begge bopladserne, men efter en udgravning i 1883 blev gravhøjen ved Tsiskwa nedlagt. Den tilbageværende gravhøj ved Nunuyi ligger i dag på privat område, men der er tale om, at man vil retablere byen, som den så ud før 1776, og åbne den for turister.
I begyndelsen af 1800-tallet lå bebyggelsen "Indiantown" hvor floderne Oconaluftee River og Soco Creek mødes. I 1839 blev der etableret et postkontor her, og byen fik samtidigt navnet Quallatown. William Holland Thomas (kaldet ”den hvide cherokeser), der var adoptivsøn af høvdingen Yonaguska, drev flere forretninger i området. Han blev senere stammens talsmand, og han var en væsentlig medvirkende årsag til at dele af stammen fik lov at blive i området, da stammen blev tvangsflyttet til Oklahoma i 1838/39. Som begrundelse brugte han blandt andet en bestemmelse i New Echota traktaten fra 1835, som netop tillod visse medlemmer af stammen at forblive i de østlige områder. Yonaguska udpegede før sin død i 1839 Thomas som sin efterfølger, og han blev stammens officielle høvding. Han brugte stammens midler til at opkøbe landområder i eget navn (indianerne havde ikke ret til at købe deres egen jord) og ”forærede” dem derefter til stammen. Et af de områder, han købte udgør det nuværende Qualla. Selve navnet Qualla skulle være en cherokesisk forvanskning af navnet Polly, som William Thomas' hustru blev kaldt. Det er dog ikke videre sandsynligt eftersom cherokeserne i området blev omtalt som Qualla-cherokeserne allerede mens Yonaguska var høvding, i forbindelse med bortfjernelsen af cherokserne, og William Thomas blev først gift i 1857, 18 år efter at byen havde fået nyt navn. En anden forklaring går på, at navnet kommer fra det cherokesiske ord. kwalli, der betyder "gammel kvinde", fordi en gammel kvinde, der måske blev kaldt Polly, havde boet i området.
Qualla er i dag det eneste ”reservat” mellem det vestlige New York og det sydlige Florida, der er anerkendt af USA’s regering, ligesom Eastern Band of Cherokee Indians er den eneste anerkendte stamme i samme område.

## Turisme
Siden åbningen af Great Smoky Mountains National Park i 1940 har turisme været en væsentlig indtægtskilde for Quallas beboere. Omkring 75 % af stammens indkomst, kommer i dag fra turistindustrien. Inden for Quallas grænser ligger over 50 hoteller og moteller, og endnu flere campingmuligheder. I Cherokee ligger også Harrah’s Cherokee Casino, som giver gode indtægter til stammen. Spiritus er forbudt overalt i Qualla,bortset fra de to kasinoer, hvor det blev tilladt i 2009. 
Blandt turistattraktionerne er Oconaluftee Indian Village, der er en slags frilandsmuseum, som viser hvordan stammen levede før 1750. Alle de ansatte i landsbyen er medlemmer af stammen. Siden 1950 har stammen hver sommer opført friluftsforestillingen "Unto These Hills", der fortæller stammens historie frem til forflyttelsen i 1838.
I byen Cherokee ligger Museum of the Cherokee Indian, der ligeledes fortæller om stammens historie, religion, levevis mm. Udstillingen omfatter blandt andet hologrammer af indianere, der fortæller historien, kort over cherokesernes område gennem tiden mm. Overfor museet ligger Qualla Arts and Crafts, der udstiller og sælger originalt cherokesisk kunst og kunsthåndværk.